# Port lotniczy Perpignan-Rivesaltes
Port lotniczy Perpignan – Rivesaltes (IATA: PGF, ICAO: LFMP) – port lotniczy w Perpignan, w regionie Langwedocja-Roussillon, we Francji.

## Linie lotnicze i połączenia
| Linia lotnicza      | Kierunek                                                                                                  |
| ------------------- | --- |
| Aer Lingus          | Sezonowo: 1. Dublin                                                                                       |
| ASL Airlines France | Sezonowo: 1. Oran                                                                                         |
| Ryanair             | 1. Agadir 2. Bruksela-Charleroi 3. Marrakesz Sezonowo: 1. Birmingham 2. Leeds/Bradford 3. Londyn-Stansted |
| Transavia.com       | 1. Paryż-Orly                                                                                             |
| Volotea             | Sezonowo: 1. Lille 2. Nantes                                                                              |